# Lontara

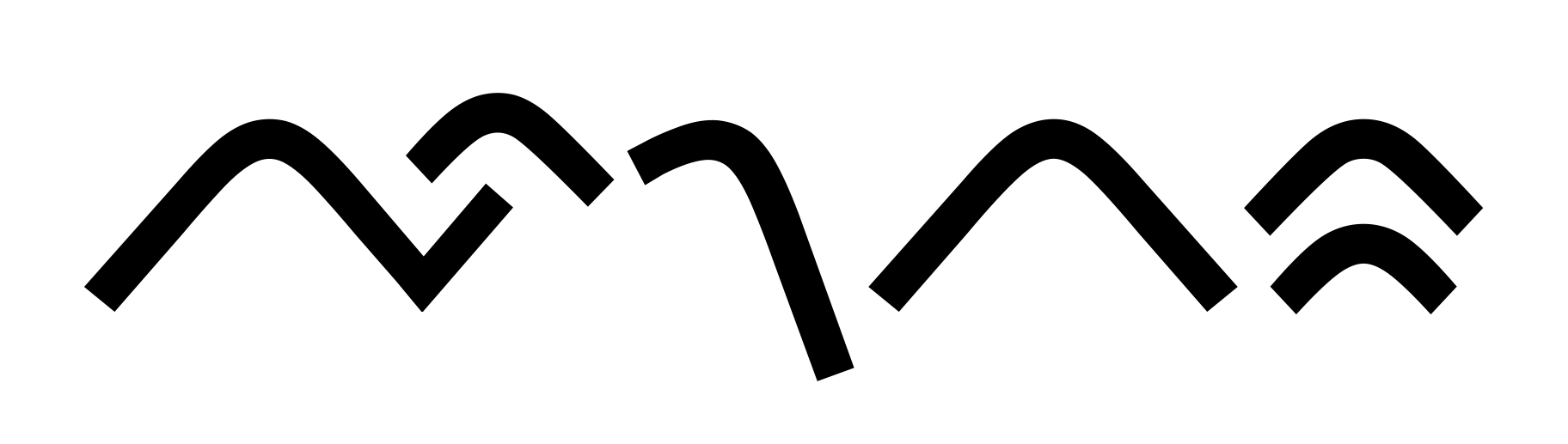
Lontara

Il lontara è un sistema di scrittura usato per scrivee la lingua buginese e alcune lingue affini come il makassar e il mandar dell'isola indonesiana di Sulawesi.
Il lontara discende dalle scritture indiane e si è evoluto dall'alfabeto brahmi. Stando a una teoria, sarebbe stata ideata a partire dalla scrittura rejang, con la quale presenta una certa somiglianza grafica. Al riguardo ci sono tuttavia dei dubbi, in quanto alcuni segni del lontara risalgono a un periodo tardivo.
Durante il periodo coloniale olandese la scrittura lontara è stata in gran parte sostituita dall'alfabeto latino. Ciononostante sopravvive a tutt'oggi, sebbene in modo limitato.
Il termine "lontara" deriva da lontar, il nome malese di una specie di palma, Borassus aethiopum, le cui foglie erano tradizionalmente utilizzate come supporto di scrittura (manoscritti su foglie di palma). In buginese, la scrittura è invece chiamata urupu sulapa eppa, che significa "lettere a quattro punte", in riferimento ai quattro elementi che compongono l'universo secondo la tradizione: fuoco, acqua, aria e terra.

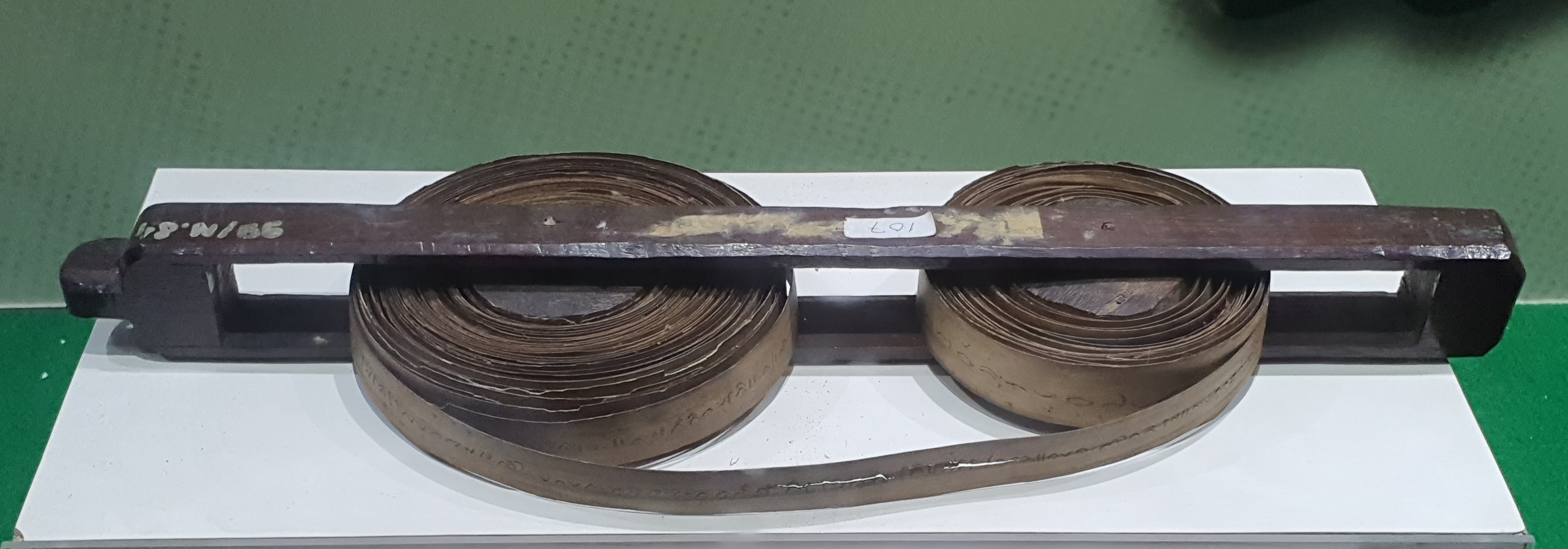
Un rotolo con iscrizioni in lontara con il tradizionale sistema di supporto. Museo La Galigo, Fort Rotterdam, Makassar

In passato, la scrittura lontara è stata utilizzata anche per redigere documenti come contratti, leggi commerciali, accordi, mappe e diari. Benché abbiano perlopiù un formato di comune libro cartaceo, ne esistono anche nel più tradizionale formato di manoscritto su foglie di palma, anch'esso chiamato lontara: una striscia lunga e sottile di foglia di palma essiccata arrotolata intorno a un perno di legno. Il testo viene letto facendo scorrere la striscia vegetale da sinistra a destra. Anche il poema epico La Galigo, che narra il mito di creazione del popolo bugi ed è considerato una delle opere letterarie più estese in assoluto, esiste in scrittura lontara.

## Struttura
Il lontara si scrive da sinistra a destra. Ogni consonante contiene anche la vocale "a", che rimane quindi implicita. Per le altre vocali esistono cinque appositi segni diacritici da apporre sopra, sotto o accanto a un carattere.

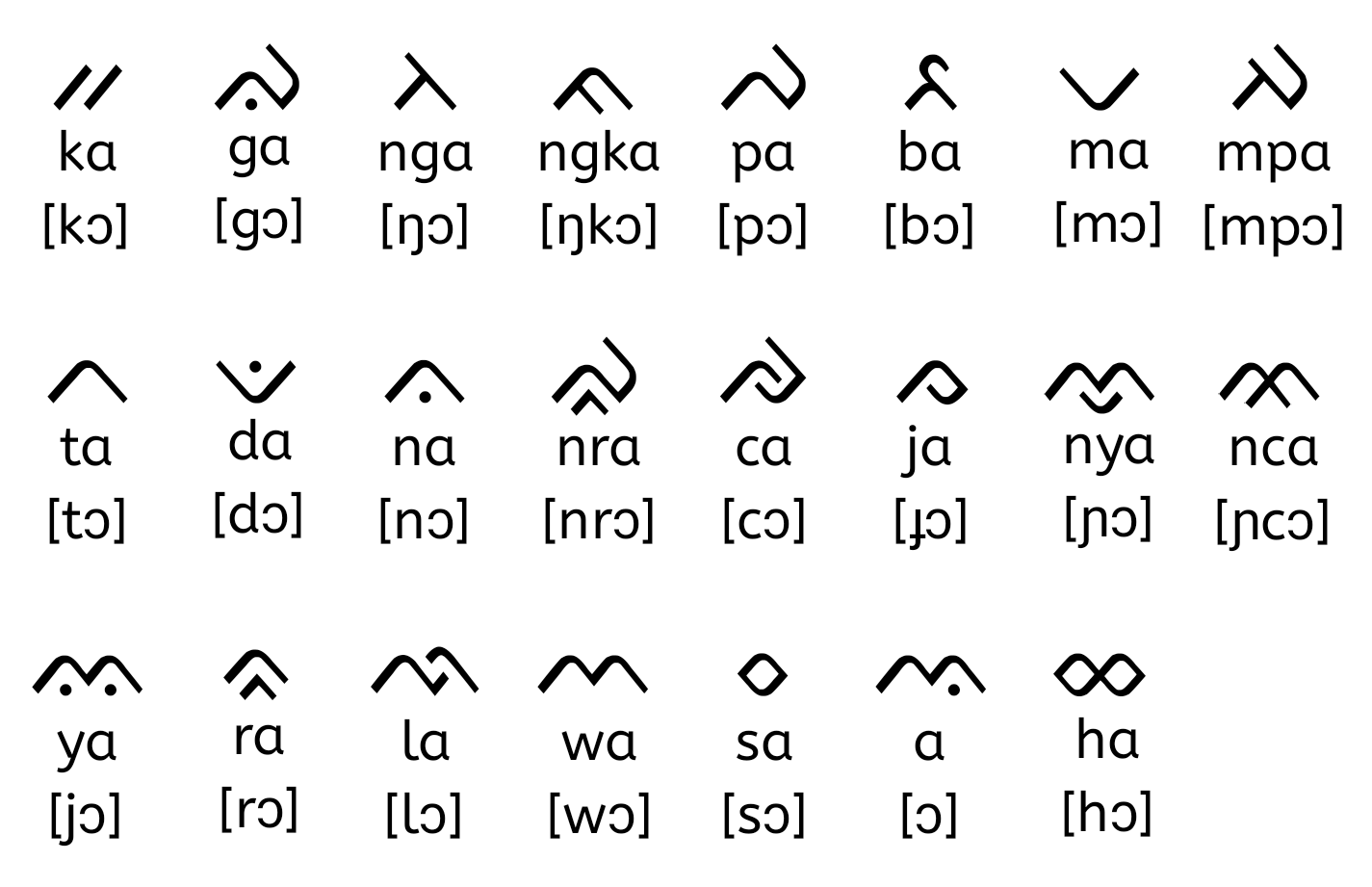
Consonanti dell'alfasillabariolontara

## Unicode
Unicode include la scrittura lontara sotto il nome "Buginese" nell'intervallo 1A00–1A1F .